# The George Benson Cookbook
The George Benson Cookbook es el tercer álbum de estudio del guitarrista de jazz nortemericano George Benson, grabado en 1966 y lanzado en 1967. Este fue su segundo disco para Columbia Records bajo la producción de John Hammond. Junto a la guitarra de Benson, completa el cuarteto el organista Jimmy Smith, el saxofonista Ronnie Cuber y la batería de Jimmy Lovelace o Billy Kaye.

## Antecedentes
Según cuenta el guitarrista en los créditos de la edición en CD de 2001: «Había firmado para entregar un álbum al año, pero el primero, It's Uptown, ni siquiera había salido cuando John Hammond nos metió de nuevo en el estudio para hacer un segundo álbum».  En este segundo trabajo volvían a intervenir los mismos músicos que acompañaron a Benson en el anterior: Lonnie Smith al Hammond B3, Ronnie Cuber al saxofón barítono y Jimmy Lovelace o Marion Booker a la batería. También interviene el trombonista Bennie Green, a quien Benson invitó a unirse a la sesión de grabación después de encontrarlo en la calle cuando se dirigía al estudio.  Como hacía años que no lo veía, lo hizo protagonizar el tema titulado 'Benny's Back'.
Aunque en su autobiografía Benson reconoció que The George Benson Cookbook funcionó relativamente bien en cuanto a ventas y le dio más notoriedad de la que nunca había tenido, también empezó a tener problemas con Columbia, sobre todo de promoción: «La discográfica seguía sin querer guitarristas, y a pesar de mis melodías vocales, para ellos yo era y siempre sería, ante todo, un instrumentista." Finalmente, tras semanas de frustración creciente, su representante, Jimmy Boyd le dijo: «George, tenemos que salir de este contrato.», siendo este su último trabajo con Columbia. No obstante en 2001 Benson seguía destacando la influencia que tuvo en su futuro musical el productor John Hammond: "Fue muy importante en el desarrollo de mi carrera, porque creo que sin él mi música habría sido menos buena".

## Recepción y críticas
Para Richard S. Ginell de AllMusic, el segundo álbum producido por John Hammond para Benson, "es, con diferencia, el mejor de los dos, ya que mezcla el jazz sencillo y directo con un groove empapado en soul," y considera que la habilidad para el swing del guitarrista "avanza hacia el reino de lo asombroso" en temas de una gran rapidez como 'The Cooker' y 'Ready And Able' que "te dejaran boquiabierto".
A mediados de 2001, Columbia/Legacy reeditó este álbum en formato CD, en el que se incluyeron cuatro temas extra y del que John Sharpe de All About Jazz no solo destaca las habilidades del guitarrista sino también los solos de Lonnie Smith al órgano y Ronnie Cuber al saxo, concluyendo que el trabajo es "un buen lugar para empezar con Benson tal y como era en sus comienzos." 

## Portada
La fotografía de la portada del LP original de 1967, así como las fotografías de la sesión de grabación que se incluyen en el CD de 2001, fueron tomadas por el reconocido fotógrafo Don Hunstein.  Durante tres décadas, Hunstein dirigió el departamento de fotografía de Columbia Record, siendo responsable de cientos de portadas para este sello.

## Lista de temas
Todos los temas compuestos por George Benson excepto cuando se indique.
| #   | Título                       | Compositor/es       | Duración |
| --- | ---------------------------- | ------------------- | -------- |
| 1.  | "The Cooker"                 |                     | 4:16     |
| 2.  | "Benny's Back"               |                     | 4:10     |
| 3.  | "Bossa Rocka"                |                     | 4:25     |
| 4.  | "All Of Me"                  | G. Marks, S. Simons | 2:08     |
| 5.  | "Big Fat Lady"               |                     | 4:42     |
| 6.  | "Benson's Rider"             |                     | 5:38     |
| 7.  | "Ready and Able"             | J. Smith            | 3:32     |
| 8.  | "The Borgia Stick"           |                     | 3:08     |
| 9.  | "Return of the Prodigal Son" | Harold Ousley       | 2:37     |
| 10. | "Jumpin' with Symphony Sid"  | Lester Young        | 6:34     |

Temas adicionales en la edición en CD de 2001:
| #   | Título                   | Compositor/es | Duración |
| --- | ------------------------ | ------------- | -------- |
| 11. | "The Man From Toledo"(*) |               | 2:09     |
| 12. | "Slow Scene"             |               | 3:12     |
| 13. | "Let Them Talk"          |               | 2:52     |
| 14. | "Goodnight"              |               | 2:21     |

 (*) No publicado anteriormente
- Temas 1, 5, 6 y 9: grabados el 19 de octubre de 1966
- Temas 2, 3, 4, 7, 10 y 13: grabado el 1 de agosto de 1966
- Tema 8 y 12: Grabados el 6 de septiembre de 1966
- Temas 11 y 14: Grabados el 22 de noviembre de 1966

## Créditos
- George Benson – guitarra, cantante
- Lonnie Smith - organo
- Ronnie Cuber – saxofón barítono
- Bennie Green – trombón (temas 2, 3, 4, 7, 10, 13)
- Al Hall – trombón (temas 2, 3, 4, 7, 10, 13)
- King Curtis – saxofón tenor (tema 9, 11, 14)
- Blue Mitchell – trompeta (temas 11, 14)
- Albert Winston – bajo Fender (temas 1, 2, 3, 4, 5, 6, 7, 9, 10, 13)
- Billy Kaye – batería (temas 2, 3, 4, 7, 10, 13)
- Jimmy Lovelace – batería (temas 8, 12)
- Marion Brooker – batería (temas 1, 5, 6, 9, 11, 14)
- Lenny Seed – congas (temas 2, 3, 4, 7, 10, 13)

## Producción
- John Hammond - productor (LP) (Su voz se oye al comienzo de los temas 13 y 14 de la edición en CD[2])
- Didier C. Deutsch y Steve Berkowitz - productor (CD)
- Gordon Barnes - notas del álbum
- Don Hunstein - fotografía